# Zaleptus aurotransversalis
Zaleptus aurotransversalis is een hooiwagen uit de familie Sclerosomatidae.